# São Paulo Golf Club
De São Paulo Golf Club is een golfclub in São Paulo, Brazilië. Het club werd opgericht in 1915 en heeft een 18-holes golfbaan met een par van 71.

## De baan
De golfbaan werd ontworpen door de golfbaanarchitect Stanley Thompson. Voor de golfers zijn er geen waterhindernissen aanwezig op de baan.

## Golftoernooien
- Brazil São Paulo 500 Years Open: 2000 & 2001